# Eusebio Moya
Eusebio Moya (segle xviii — s. XIX) fou un compositor espanyol que fou mestre de capella de la parròquia de Santa María de Madrid. Cultivà el gènere religiós, si bé també fou col·laborador de Laserna en la peça elogiosa Dia feliz de España, amb què la capital espanyola va festejar a Ferran VII abans d'ocupar el tron espanyol. Es conserven de Moya, a l'Arxiu de l'Escorial, quatre misses a vuit veus amb orquestra, i un dixit dominus.